# Les Bras de la nuit
Pour plus de détails, voir Fiche technique et Distribution.
Les Bras de la nuit est un film français réalisé par Jacques Guymont et sorti en 1961.

## Fiche technique
- Titre : Les Bras de la nuit
- Réalisation : Jacques Guymont
- Scénario : Jacques Guymont et Frédéric Dard d'après son propre roman
- Sociétés de production : Ares Production, Société Nouvelle de Cinématographie (SNC), Transfilm G.M.
- Directeur de production : Léopold Schlosberg
- Photographie : Jean Tournier
- Son : André Louis
- Musique : Jean Wiener
- Montage : Charles Bretoneiche
- Pays de production :  France
- Format : Noir et blanc
- Durée : 90 minutes
- Genre : Drame policier
- Date de sortie : France - 29 novembre 1961

## Distribution
- Danielle Darrieux : Danielle Garnier
- Roger Hanin : Landais
- Eva Damien : Dora
- Pierre Destailles : L'inspecteur Morel
- Robert Le Béal : Garnier
- Pierre Larquey